# Еланское муниципальное образование (Иркутская область)
Еланское муниципальное образование — упразднённое муниципальное образование со статусом сельского поселения в Тайшетском районе Иркутской области России. В декабре 2017 года упразднено, а входившие в его состав населённые пункты включены в межселенную территорию.
Административный центр — поселок Еланка.

## Демография
По результатам Всероссийской переписи населения 2010 года 
численность населения муниципального образования составила 12 человек, в том числе 10 мужчин и 2 женщин.

## Населенные пункты
В состав муниципального образования входят населенные пункты:
- Еланка
- Колтоши

## Население
| 2010 | 2011 | 2012 | 2013 | 2014 | 2015 | 2016 |
| ---- | ---- | ---- | ---- | ---- | ---- | ---- |
| 12   | →12  | ↘8   | ↘4   | ↘1   | →1   | ↘0   |
| 2017 |      |      |      |      |      |      |
| →0   |      |      |      |      |      |      |